# Seznam filmů Pokémon
Filmy Pokémon jsou filmy o příbězích jednoho nebo více legendárních pokémonů, postav z japonské mediální franšízy. Tyto filmy vznikaly v Japonsku od roku 1998. Až na jednu výjimku (hraný film z roku 2019 o detektivovi Pikachu) jde o animované filmy.

## Celovečerní animované

### Pokémon: Původní generace
Kunihiko Jujama je režisérem všech pěti filmů. Takeši Šudo napsal scénář k prvním dvou filmům a společně s Hidekim Sonodou napsali scénář k třetímu filmu. Scénářů posledních dvou filmů se ujal Hideki Sonoda.
| Č. | Původní název | Anglický název                                 | Český název                                               | Premiéra v Japonsku | Premiéra v USA     | Premiéra v ČR    |
| -- | --- | ---------------------------------------------- | --------------------------------------------------------- | ------------------- | ------------------ | ---------------- |
| 1  | Gekidžóban Poketto Monsutá Mjúcúno Gjakušú 劇場版ポケットモンスター ミュウツーの逆襲                                                    | Pokémon: The First Movie - Mewtwo Strikes Back | Pokémon: První film - Mewtwo vrací úder                   | 18. července 1998   | 12. listopadu 1999 | 1. března 2001   |
| 2  | Gekidžóban Poketto Monsutá Maboroši no Pokemon Rugia Bakutan 劇場版ポケットモンスター 幻のポケモン ルギア爆誕                           | Pokémon: The Movie 2000 - The Power of One     | Pokémon: Síla jednotlivce                                 | 17. července 1999   | 21. července 2000  | 5. července 2001 |
| 3  | Gekidžóban Poketto Monsutá Keššótó no Teió ENTEI 劇場版ポケットモンスター 結晶塔の帝王 ENTEI                                            | Pokémon 3: The Movie - Spell of the Unown      | Pokémon: Kouzlo Unowna! Pokémon: Podlehněte kouzlu Unowna | 8. července 2000    | 6. dubna 2001      | —                |
| 4  | Gekidžóban Poketto Monsutá Serebji Toki o Koeta Deai 劇場版ポケットモンスター セレビィ 時を越えた遭遇（であい）                         | Pokémon 4Ever: Celebi - Voice of the Forest    | Pokémon navždy                                            | 7. července 2001    | 11. října 2002     | —                |
| 5  | Gekidžóban Poketto Monsutá Mizu no Mijako no Mamorigami Ratiasu to Ratiosu 劇場版ポケットモンスター 水の都の護神 ラティアスとラティオス | Pokémon Heroes: Latios and Latias              | —                                                         | 13. července 2002   | 16. května 2003    | —                |

### Pokémon: Generace Advanced
Kunihiko Jujama je režisérem všech čtyř filmů, jejichž scénáře napsal Hideki Sonoda.
| Č. | Původní název | Anglický název                           | Český název                                                     | Premiéra v Japonsku | Premiéra v USA    | Premiéra v ČR |
| -- | --- | ---------------------------------------- | --------------------------------------------------------------- | ------------------- | ----------------- | ------------- |
| 6  | Gekidžóban Poketto Monsutá Adobansu Dženeréšon Nanajo no Negaiboši Džiráči 劇場版ポケットモンスターアドバンスジェネレーション 七夜の願い星 ジラーチ                            | Pokémon: Jirachi—Wish Maker              | Pokémon: Jirachi co plní přání Pokémon: Jirachi, co plní přání! | 19. července 2003   | 1. června 2004    | —             |
| 7  | Gekidžóban Poketto Monsutá Adobansu Dženeréšon Rekkú no Hómonša Deokišisu 劇場版ポケットモンスター アドバンスジェネレーション 裂空の訪問者 デオキシス                          | Pokémon: Destiny Deoxys                  | Pokémon: Osudový Deoxys! Pokémon: Osud pokémona Deoxyse         | 17. července 2004   | 22. července 2005 | —             |
| 8  | Gekidžóban Poketto Monsutá Adobansu Dženeréšon Mjú to Hadó no Júša Rukario 劇場版ポケットモンスターアドバンスジェネレーション ミュウと波導の勇者 ルカリオ                      | Pokémon: Lucario and the Mystery of Mew  | —                                                               | 16. července 2005   | 19. září 2006     | —             |
| 9  | Gekidžóban Poketto Monsutá Adobansu Dženeréšon Pokemon Rendžá to Umi no Ódži Manafi 劇場版ポケットモンスターアドバンスジェネレーション ポケモンレンジャーと蒼海の王子 マナフィ | Pokémon Ranger and the Temple of the Sea | —                                                               | 15. července 2006   | 23. března 2007   | —             |

### Pokémon: Diamant a Perla
Kunihiko Jujama je režisérem všech čtyř filmů, jejichž scénáře napsal Hideki Sonoda.
| Č. | Původní název | Anglický název                        | Český název                                                         | Premiéra v Japonsku | Premiéra v USA     | Premiéra v ČR |
| -- | --- | ------------------------------------- | ------------------------------------------------------------------- | ------------------- | ------------------ | ------------- |
| 10 | Gekidžóban Poketto Monsutá Daijamondo Páru Diaruga tai Parukia tai Dákurai 劇場版ポケットモンスター ダイヤモンド&パール ディアルガVSパルキアVSダークライ           | Pokémon: The Rise of Darkrai          | —                                                                   | 14. července 2007   | 24. února 2008     | —             |
| 11 | Gekidžóban Poketto Monsutá Daijamondo Páru Giratina to Sora no Hanataba Šeimi 劇場版ポケットモンスター ダイヤモンド&パール ギラティナと氷空（そら）の花束 シェイミ | Pokémon: Giratina and the Sky Warrior | Pokémon: Giratina a strážce nebe Pokémon: Giratina a strážce nebes! | 19. července 2008   | 13. února 2009     | —             |
| 12 | Gekidžóban Poketto Monsutá Daijamondo ando Páru: Aruseusu Čókoku no Džikú e 劇場版ポケットモンスター ダイヤモンド&パール アルセウス 超克の時空へ                   | Pokémon: Arceus and the Jewel of Life | —                                                                   | 18. července 2009   | 20. listopadu 2009 | —             |
| 13 | Gekidžóban Poketto Monsutá Daijamondo ando Páru: Gen'ei no Haša: Zoroáku 劇場版ポケットモンスター ダイヤモンド＆パール 幻影の覇者 ゾロアーク                       | Pokémon: Zoroark: Master of Illusions | —                                                                   | 10. července 2010   | 5. února 2011      | —             |

### Pokémon: Černý a Bílý
Kunihiko Jujama je režisérem všech čtyř filmů, jejichž scénáře napsal Hideki Sonoda.
| Č.  | Původní název | Anglický název                                      | Premiéra v Japonsku | Premiéra v USA    |
| --- | --- | --------------------------------------------------- | ------------------- | ----------------- |
| 14A | Gekidžóban Poketto Monsutá Besuto Uiššu Bikutini to Široki Eijú Reširamu 劇場版ポケットモンスター ベストウイッシュ ビクティニと白き英雄 レシラム        | Pokémon the Movie: Black—Victini and Reshiram       | 16. července 2011   | 10. prosince 2011 |
| 14B | Gekidžóban Poketto Monsutá Besuto Uiššu Bikutini to Kuroki Eijú Zekuromu 劇場版ポケットモンスター ベストウイッシュ ビクティニと黒き英雄 ゼクロム        | Pokémon the Movie: White—Victini and Zekrom         | 16. července 2011   | 10. prosince 2011 |
| 15  | Gekidžóban Poketto Monsutá Besuto Uiššu Kjuremu tai Seikenši Kerudio 劇場版ポケットモンスター ベストウイッシュ キュレムVS聖剣士 ケルディオ              | Pokémon the Movie: Kyurem vs. the Sword of Justice  | 14. července 2012   | 8. prosince 2012  |
| 16  | Gekidžóban Poketto Monsutá Besuto Uiššu! Šinsoku no Genosekuto: Mjúcú Kakusei 劇場版ポケットモンスター ベストウイッシュ 神速のゲノセクト ミュウツー覚醒 | Pokémon the Movie: Genesect and the Legend Awakened | 13. července 2013   | 19. října 2013    |

### Pokémon: XY
Kunihiko Jujama je režisérem všech tří filmů. Hideki Sonoda napsal scénář k prvnímu filmu a Acuhiro Tomioka ke zbylým dvěma.
| Č. | Původní název | Anglický název                                           | Český název                      | Premiéra v Japonsku | Premiéra v USA    | Premiéra v ČR |
| -- | --- | -------------------------------------------------------- | -------------------------------- | ------------------- | ----------------- | ------------- |
| 17 | Pokemon Za Múbí Ekkusu Wai „Hakai no Maju to Dianší“ ポケモン・ザ・ムービーXY 「破壊の繭とディアンシー」                          | Pokémon the Movie: Diancie and the Cocoon of Destruction | Pokémon: Diancie a zámotek zkázy | 19. července 2014   | 8. listopadu 2014 | —             |
| 18 | Pokemon Za Múbí Ekkusu Wai Ringu no čómadžin Fúpa ポケモン・ザ・ムービーXY 光輪の超魔神 フーパ                                    | Pokémon the Movie: Hoopa and the Clash of Ages           | Pokémon: Hoppa a střet věků      | 18. července 2015   | 19. prosince 2015 | —             |
| 19 | Pokemon Za Múbí Ekkusu, Wai ando Zetto: Borukenion to Karakuri no Magiana ポケモン・ザ・ムービーXY&Z ボルケニオンと機巧のマギアナ | Pokémon the Movie: Volcanion and the Mechanical Marvel   | —                                | 16. července 2016   | 5. prosince 2016  | —             |

### Pokémon: Slunce a Měsíc
První film režíroval Kunihiko Jujama a scénář k němu napsal Šódži Jonemura. Druhý film režíroval Tecuo Jadžima a scénář k němu napsali Eidži Umehara a Aja Takaha. Režie třetího filmu se ujali Kunihiko Yujama a Motonori Sakakibara a scénáře Takeši Šudo.
| Č. | Původní název                                                                        | Anglický název                     | Český název                        | Premiéra v Japonsku | Premiéra v USA           | Premiéra v ČR (Netflix) |
| -- | ------------------------------------------------------------------------------------ | ---------------------------------- | ---------------------------------- | ------------------- | ------------------------ | ----------------------- |
| 20 | Gekidžóban Poketto Monsutá Kimi ni kimeta! 劇場版ポケットモンスター キミにきめた！   | Pokémon the Movie: I Choose You!   | Pokémon film: Volím si tebe!       | 15. července 2017   | 5. listopadu 2017        | vysíláno                |
| 21 | Gekidžóban Poketto Monsutá Minna no Monogatari 劇場版ポケットモンスター みんなの物語 | Pokémon the Movie: The Power of Us | Pokémon film: Společně to zvládnem | 13. července 2019   | 24. listopadu 2018       | vysíláno                |
| 22 | Mjúcú no Gjakušú EVOLUTION ミュウツーの逆襲 EVOLUTION                                | Mewtwo Strikes Back: Evolution     | Pokémon: Mewtwo vrací úder – Vývoj | 12. července 2019   | 27. února 2020 (Netflix) | 27. února 2020          |

### Pocket Monsters
Tecuo Jadžima je režisérem filmu, jehož scénář napsali Jadžima a Acuhiro Tomioka.
| Č. | Původní název                                                 | Anglický název        | Český název                     | Premiéra v Japonsku | Premiéra v USA | Premiéra v ČR (Netflix) |
| -- | ------------------------------------------------------------- | --------------------- | ------------------------------- | ------------------- | -------------- | ----------------------- |
| 23 | Gekidžóban Poketto Monsutá Kókó 劇場版ポケットモンスター ココ | Secrets of the Jungle | Pokémon film: Tajemství džungle | 10. července 2020   | 8. ledna 2021  | vysíláno                |

## Celovečerní hrané
| Č. | Původní název                     | Anglický název            | Český název               | Režie         | Scénář | Premiéra v Japonsku | Premiéra v USA  | Premiéra v ČR  |
| -- | --------------------------------- | ------------------------- | ------------------------- | ------------- | --- | ------------------- | --------------- | -------------- |
| 1  | Meitantei Pikačú 名探偵ピカチュウ | Pokémon Detective Pikachu | Pokémon: Detektiv Pikachu | Rob Letterman | námět: Dan Hernandez, Benji Samit a Nicole Perlman scénář: Dan Hernandez, Benji Samit, Rob Letterman a Derek Connolly | 3. května 2019      | 10. května 2019 | 9. května 2019 |